# Leningrader Rockclub
Der Leningrader Rockclub wurde am 8. März 1981 in Sankt Petersburg im „Haus des Volkschaffens“ gegründet. Es wurde von dem Komsomol und dem KGB betreut und war der erste derartige Club in der Sowjetunion, der zur Wiege der russischsprachigen Rockmusik wurde. Das Beispiel des Leningrader Rockclubs inspirierte einst Enthusiasten in verschiedenen Städten und sogar Dörfern des Landes, eigene Rockclubs zu gründen. Die bekanntesten Veranstaltungsorte waren das Moskauer Rocklabor und der Swerdlowsker Rockclub.
Der Leningrader Rockclub hatte einen Saal mit etwa 200 Plätzen und war kein Veranstaltungsort im westlichen Sinne, sondern eher eine Mischung aus Kulturhaus und Musikervereinigung. Der Regionale Gewerkschaftsrat hat 15.000 Rubel für die Ausrüstung bereitgestellt. Der Club veranstaltete Seminare über Rockästhetik, Rockpoesie und ein Rhythmusstudio. Es sollte ähnlich wie die Union der sowjetischen Komponisten organisiert werden und zensierte Texte und erteilte Aufführungsgenehmigungen, um zu verhindern, dass die Bands zu viel zu Kontroverses machten. Indem der Club Musikern jedoch einen Ort bot, an dem sie sich treffen, auftreten und über ihre Musik diskutieren konnten, bot er ein beispielloses Maß an kreativer Freiheit und trug zur russischen Rockrevolution bei. Für den größten Teil seiner Geschichte gab es Einschränkungen, welche Bands im Club auftreten durften, und Gruppen mussten vor einer Kommission vorsprechen. Mitgliedskarte Nummer eins wurde an Beatles-Fan Kolya Vasin ausgestellt.

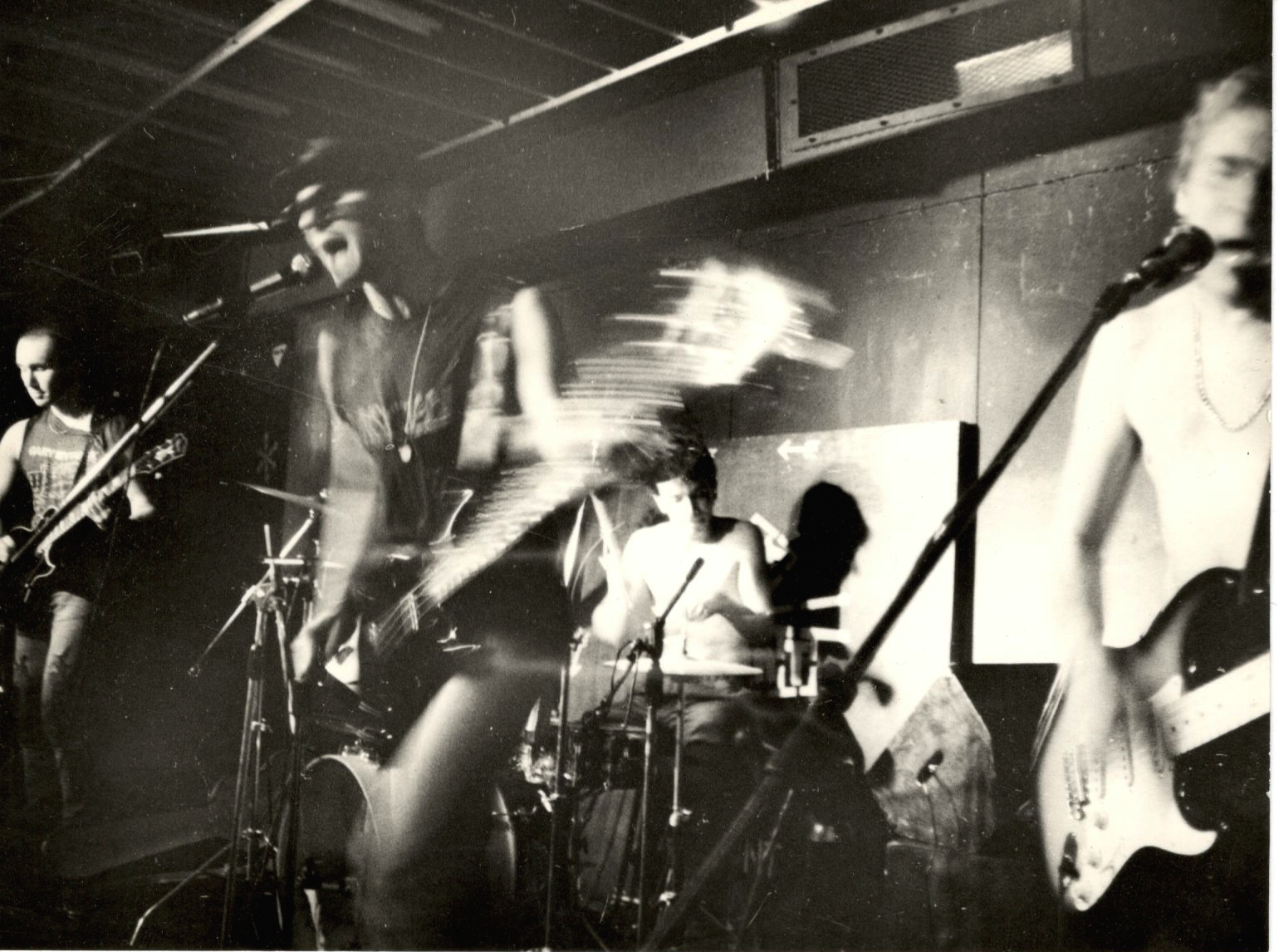
Igry-Auftritt. Ende der 1980er Jahre.

Ab 1983 organisierte der Leningrader Rockclub ein alljährliches Festival. Auf den Festivals mussten Rockclubbands nach unausgesprochener Regel der Öffentlichkeit und der Jury ein neues Programm präsentieren. Das erste Rock Club Festival fand 1983 statt, von da an bis zur Schließung des Rock Clubs fand es jährlich statt. Zu dieser Zeit eröffnete der Rockclub Gruppen wie Kino, Alissa, DDT, Televisor, Pop-Mechanika, Auktyon usw. Alexander Zhitinsky war ein häufiger Gast der Festivals, der Notizen in der Zeitschrift Aurora veröffentlichte.
Der Club wurde vom KGB, der Kommunistischen Partei und der Kommunistischen Jugendorganisation Komsomol überwacht. Laut Zhitinsky und Nikolai Michailow (ständiger Präsident des LRC) haben die KGB-Kuratoren „nicht viel Druck ausgeübt“ (einer von ihnen heiratete sogar den Kurator des LMDST). Darüber hinaus bemerkte George Gunitsky, dass „Rocker sich als völlig unvorhersehbares Publikum herausstellten. Der KGB überwachte den Rockclub weiterhin niedergeschlagen, aber dies gab nur gute Hinweise für Berichte“. Mitte und Ende der 1980er Jahre begann die administrative Kontrolle über das LRC abzunehmen, und diejenigen Gruppen, die zuvor aufgrund ideologischer Zweifel einfach nicht dort aufgenommen werden konnten, wurden in den Club aufgenommen: Avtomaticheskie udovletvoriteli, Yugo-Zapad usw. In den späteren 1980er Jahren spielten hier erstmals auch internationale Bands wie die Scorpions.
In den Jahren 1989 bis 1991 gelang es dem Rockclub, zwei große Promotionen durchzuführen. 1989 beteiligte sich die Rockclub an der internationalen Bewegung „Rock and Roll Next-stop“, die darauf abzielte, die sowjetische Jugend und die Jugend Dänemarks, Schwedens, Norwegens, Grönlands und Islands zu vereinen; ein doppeltes Live-Album Laika wurde veröffentlicht. Unter Beteiligung sowjetischer und dänischer Bands. 1991 fand ein Festival zum 10-jährigen Jubiläum der SDGs statt.
Anfang der 1990er-Jahre schloss der Leningrader Rockclub seine Pforten, da er gegen die aufkommende Konkurrenz in Form kommerzieller Rockclubs nach westlichem Vorbild nicht bestehen konnte.